# 紫阳桥
29°51′40″N 118°27′38″E / 29.86107°N 118.460563°E
紫阳桥是位于中国安徽省黄山市歙县徽城镇城东南紫阳村练江之上、高眉和紫阳两山之间的一座纵列式法券大型联拱石拱桥，为明万历三十四年至四十二年间（1606–1614）由数任徽州知府协力筑成，原名寿民桥，因西近紫阳山而得今名。桥长140米，宽10米，高14米，八墩九孔，孔径12.4米，采用红砂岩砌筑，为歙县古桥中最高最宽者，往来船只不落风帆桅杆即可穿行。
此桥上游为渔梁坝和太平桥，东侧桥头原有邬公祠，祀主持造桥的徽州知府邬元会，今已不存，桥上可北望滨江而建的渔梁码头。